# 데네브 카이토스

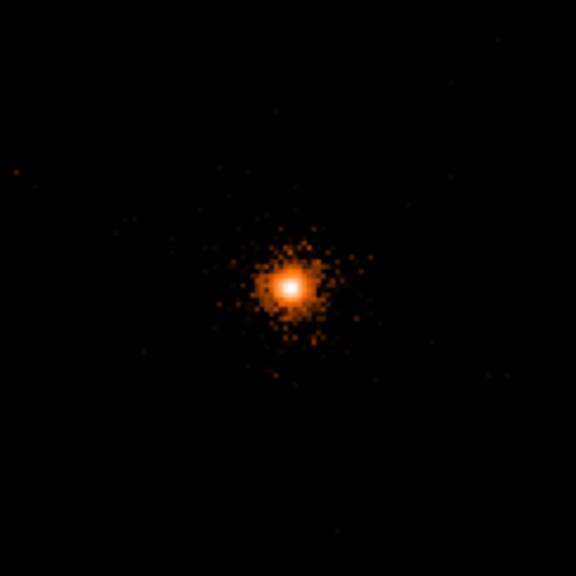

데네브 카이토스(Deneb Kaitos)는 고래자리에서 가장 밝은 별로, 지구에서 약 96 광년 떨어져 있다. 바이어 명명법에 의하면 고래자리 베타이다. 베타임에도 불구하고, 데네브 카이토스는 알파별인 멘카르보다 더 밝다. 고유 명칭은 디프다(Diphda)라고 한다. 데네브 카이토스 주변은 상대적으로 어둡기 때문에 찾기가 쉽다.

## 특징
표면온도 및 분광학적 특질에 의한 이 별의 분광형은 K0III으로 G형과 K형의 경계선에 있으며, 우리 태양에 비해 표면온도가 조금 더 낮다. 표면온도는 낮지만 부피가 크기 때문에 데네브 카이토스는 태양의 145배나 밝으며, 반지름은 태양의 17배에 달한다. 데네브 카이토스는 주계열성 단계를 떠나 적색 거성의 단계로 가는 과정에 있는 것으로 보인다.
겉보기 등급은 2.04로 밤하늘의 별들 중 밝은 축에 속하며, 절대 등급은 -0.31에 이른다. 이 정도의 절대 등급을 보이는 별들 중 데네브 카이토스는 96광년 거리로 매우 가까운 편이다. 이 별의 천구상 방위는 적위 -17도 59분 11.81초이며, 적경은 00시 43분 35.23초(원기 2000 기준)이다.
찬드라 엑스선 관측선의 연구 결과 이 별은 태양보다 약 2,000배 많은 양의 엑스선을 발산한다. 약 1천만 년 후 데네브 카이토스의 중심핵 부위는 수축하여 헬륨 연소가 일어날 것이다. 1억 년 정도 헬륨 연소 단계가 지속된 뒤 항성의 반지름은 태양의 20배 정도로 쭈그러들 것으로 보인다.

## 어원
예전부터 불리던 이름 데네브 카이토스는 아랍어로 '고래의 꼬리'이며, 다른 이름 디프다(Diphda)는 '개구리'로, 이는 아랍어 الضفدع الثاني (두 번째 개구리)에서 온 말이다.